# Тирик Галина
Галина Тирик (нар. 30 березня 1980) — українська гімнастка. Вона брала участь у шести змаганнях на літніх Олімпійських іграх 2000 року.